# Atlides dolichos
Atlides dolichos är en fjärilsart som beskrevs av Jacob Hübner 1823. Atlides dolichos ingår i släktet Atlides och familjen juvelvingar. Inga underarter finns listade i Catalogue of Life.